# Studio Chizu
Studio Chizu (jap. スタジオ地図 Sutajio Chizu) – japońskie studio animacji z siedzibą w Tokio, w Japonii. Firma została założona w kwietniu 2011 roku przez Mamoru Hosodę i Yūichirō Saitō. Studio Chizu zdobyło trzy Nagrody Japońskiej Akademii Filmowej w kategorii Animacja Roku. Obraz w ich logo nawiązuje do Makoto Konno, głównej bohaterki wyreżyserowanego przez Hosodę filmu O dziewczynie skaczącej przez czas (2006).

## Historia
Studio Chizu zostało założone przez Yūichirō Saitō i Mamoru Hosodę, którzy wcześniej związani byli ze studiem animacji Madhouse. Saitō pracował w Madhouse od 1999 roku i był współproducentem filmu O dziewczynie skaczącej przez czas w reżyserii Mamoru Hosody. Według Saitō celem studia było „studio autorskie” Hosody, który sam wspomniał, że stworzenie Studia Chizu było konieczne, aby mógł robić filmy, które chciał robić.
Pierwszy film pełnometrażowy – Wilcze dzieci – Studio Chizu wyprodukowało wspólnie ze studiem Madhouse w 2012 roku. Film zarobił około 55 milionów dolarów i zdobył Nagrodę Japońskiej Akademii Filmowej w kategorii Animacja Roku. W 2013 roku z firmą skontaktował się przedstawiciel francuskiej wytwórni filmowej Gaumont, który chciał współpracować ze Studiem Chizu przy międzynarodowej dystrybucji ich filmów. Partnerstwo dystrybucyjne zostało ogłoszone w 2014 roku.
W 2015 roku ukazał się drugi film produkcji studia – Bakemono no ko, który zarobił ponad 49 milionów dolarów i także zdobył Nagrodę Japońskiej Akademii Filmowej w kategorii Animacja Roku.
Kolejny film Hosody, Mirai, miał swoją premierę w 2018 roku i otrzymał nominację do Oscara za najlepszy pełnometrażowy film animowany. Był on też trzecim filmem studia, który zdobył Nagrodę Japońskiej Akademii Filmowej w kategorii Animacja Roku w marcu 2019 roku. 15 grudnia 2020 roku Studio Chizu zapowiedziało, że najnowszy film Hosody, zatytułowany Belle, ukaże się latem 2021 roku.

## Filmy
| Tytuł                                                                   | Premiera      | Reżyseria     | Scenariusz                    |
| ----------------------------------------------------------------------- | ------------- | ------------- | ----------------------------- |
| Wilcze dzieci (jap. おおかみこどもの雨と雪 Ōkami kodomo no Ame to Yuki) | 21 lipca 2012 | Mamoru Hosoda | Mamoru Hosoda, Satoko Okudera |
| Bakemono no ko (jap. バケモノの子)                                      | 11 lipca 2015 | Mamoru Hosoda | Mamoru Hosoda                 |
| Mirai (jap. 未来のミライ Mirai no Mirai)                                | 20 lipca 2018 | Mamoru Hosoda | Mamoru Hosoda                 |
| Belle (jap. 竜とそばかすの姫 Ryū to sobakasu no hime)                   | 16 lipca 2021 | Mamoru Hosoda | Mamoru Hosoda                 |
| Hateshinaki Scarlet (jap. 果てしなきスカーレット)                       | 2025          | Mamoru Hosoda | Mamoru Hosoda                 |